# Arkadiusz Bazak
Arkadiusz Bogusław Bazak (ur. 12 stycznia 1939 w Warszawie) – polski aktor teatralny, filmowy i telewizyjny.

## Życiorys
Absolwent PWST w Krakowie (1965). W teatrze zadebiutował 25 września 1965 roku. W latach 1965–1970 występował w Teatrze im. Juliusza Słowackiego w Krakowie, potem przeniósł się do Warszawy, gdzie pracował najpierw w Teatrze Ludowym (1970–1974), a następnie w Teatrze Nowym (1975–2005).
Największą popularność przyniosła mu rola kapitana Franciszka Dąbrowskiego w filmie Stanisława Różewicza z roku 1967 Westerplatte i rola porucznika Józefa Zawistowskiego w serialu Polskie drogi.

## Role teatralne
- PWST w Krakowie:
  - 1965: Księżniczka Turandot (reż. Władysław Krzemiński)
  - 1965: Dziejowa rola Pigwy jako wędkarz-przewodniczący (reż. Bronisław Dąbrowski)
- Teatr im. Juliusza Słowackiego w Krakowie:
  - 1965: Opera za trzy grosze jako pastor Kimball (reż. Lidia Zamkow)
  - 1966: Kobiety stamtąd jako mąż Szpilki (reż. Roman Niewiarowicz)
  - 1966: Jego ekscelencja błazen jako Korowkin (reż. B. Dąbrowski)
  - 1966: Księżniczka Turandot jako Barach (reż. W. Krzemiński)
  - 1966: Sprawa Oppenheimera jako Garrison (reż. W. Krzemiński)
  - 1966: Makbet jako Ross (reż. L. Zamkow)
  - 1968: Edyp król jako Koryfeusz (reż. L. Zamkow)
  - 1969: Powrót Odysa jako Lepides (reż. Jerzy Goliński)
  - 1969: Wesele jako dziennikarz (reż. L. Zamkow)
- Teatr Ludowy w Warszawie:
  - 1970: Niewidzialna kochanka jako Don Manuel (reż. Jan Kulczyński)
  - 1971: Turoń jako Józef Chwalibóg (reż. Roman Kłosowski)
  - 1974: Izkahar, król Guaxary jako wódz Jarko (reż. J. Kulczyński)
  - 1974: Wariatka z Chaillot jako makler (reż. Lech Wojciechowski)
- Teatr Nowy w Warszawie:
  - 1978: Horsztyński jako ojciec Prokop (reż. Mariusz Dmochowski)
  - 1979: Sen nocy letniej jako Tezeusz (reż. Bohdan Korzeniewski)
  - 1980: Wielki człowiek do małych interesów jako Telembecki (reż. M. Dmochowski)
  - 1981: Tysiąc franków nagrody jako Rousselin (reż. Bogusław Jasiński)
  - 1983: Mroki jako Goethe (reż. Bohdan Cybulski)
  - 1983: Don Juan jako don Luis Tenorio (reż. B. Cybulski)
  - 1984: Perykles, władca Tyru jako Simonides (reż. B. Cybulski)
  - 1986: Kordian jako biskup (reż. B. Cybulski)
  - 1990: Wesele jako Stańczyk, Hetman (reż. Adam Hanuszkiewicz)
  - 1990: Arszenik i stare koronki jako doktor Epsein (reż. A. Hanuszkiewicz)
  - 1991: Cyd jako Arias (reż. A. Hanuszkiewicz)
  - 1993: Panna Izabela wg „Lalki” jako książę (reż. A. Hanuszkiewicz)
  - 1993: Gówniarze jako Harold (reż. Kurt Nuotio)
  - 1995: Lilla Weneda jako wódz Wenedów (reż. A. Hanuszkiewicz)
  - 1996: Balladyna jako kanclerz (reż. A. Hanuszkiewicz)
  - 1997: Romeo i Julia jako książę (reż. A. Hanuszkiewicz)
  - 1998: Wesele jako Stańczyk (reż. A. Hanuszkiewicz)
  - 1998: Ballady i romanse jako Gerwazy (reż. A. Hanuszkiewicz)
- Teatr Telewizji:
  - 1972: Wesele jako dziennikarz (reż. L. Zamkow)
  - 1973: Dokument liryczny jako Sizow (reż. L. Zamkow)
  - 1973: Maskarada jako Gracz (reż. Konstanty Ciciszwili)
  - 1974: Sława i chwała (reż. L. Zamkow)
  - 1974: Skamieniały las jako Jackie (reż. Andrzej Łapicki)
  - 1977: Krzyżówka jako inspektor Stark (reż. Piotr Szulkin)
  - 1980: Barbara Radziwiłłówna jako Tarnowski (reż. M. Dmochowski)
  - 1985: Jałta 1945 jako Edward Stattinius (reż. Roman Wionczek)
  - 1988: Tym razem żegnaj na zawsze jako rotmistrz Lichariow (reż. Barbara Borys-Damięcka)
  - 1996: Cezar i Pompejusz jako Lentullus (reż. Jerzy Antczak)
  - 1998: Cesarski szaleniec jako generał (reż. Waldemar Krzystek)

## Filmografia
- 1964: Zakochani są między nami jako plażowicz
- 1964: Koniec naszego świata jako Rosjanin, więzień Oświęcimia
- 1965: Popioły jako kompan księcia Józefa Poniatowskiego
- 1967: Westerplatte jako kapitan Franciszek Dąbrowski
- 1967: Kiedy miłość była zbrodnią jako Władysław Olkiewicz
- 1969: Zbrodniarz, który ukradł zbrodnię jako major Szelągowski
- 1969: Znaki na drodze jako Marian, partner Heleny
- 1969: Przygody pana Michała jako żołnierz przybijający napis (odc. 6)
- 1971: Agent nr 1
- 1972: Chłopi jako Jasiek, mąż Tereski (odc. 12 i 13)
- 1973: Stawiam na Tolka Banana jako milicjant w cywilu (odc. 3)
- 1973: Nagrody i odznaczenia jako NSZ-owiec, członek oddziału Szpaka
- 1973: Na niebie i na ziemi jako dowódca w retrospekcji
- 1974: Wiosna panie sierżancie jako kapitan MO
- 1974: Potop jako pułkownik Kuklinowski
- 1975: Opadły liście z drzew jako „Wir”, komendant oddziału
- 1975: Lis jako ojciec
- 1975: Beniamiszek jako kościelny
- 1976: Szaleństwo Majki Skowron jako alkoholik Bendek
- 1976: Polskie drogi jako porucznik Józef Zawistowski, członek AK
- 1976: Wakacje jako Niemiec
- 1977: Znak orła jako rycerz Łokietka
- 1977: Pasja jako współpracownik Wiesiołowskiego
- 1977: Parada oszustów jako przodownik policji (odc. 2)
- 1979: Golem jako szef lekarzy
- 1979: Sekret Enigmy jako major wywiadu organizujący komórkę ds. szyfrów w Poznaniu
- 1979: Tajemnica Enigmy jako major wywiadu organizujący komórkę ds. szyfrów w Poznaniu (odc. 1)
- 1980: Zamach stanu jako prokurator Rauze, oskarżyciel w procesie brzeskim
- 1980: Królowa Bona jako kasztelan Piotr Opaliński (odc. 6)
- 1980: Urodziny młodego warszawiaka jako Gustaw, dowódca Jerzego w AK
- 1980: Kariera Nikodema Dyzmy jako Reich, komisarz policji
- 1980: Polonia Restituta jako pułkownik Harry Kessler
- 1980: Dom jako członek Komisji Amnestyjnej (odc. 4)
- 1981: Znachor jako prokurator
- 1981: Ślepy bokser
- 1981: Najdłuższa wojna nowoczesnej Europy jako uczestnik narady u księcia Radziwiła (odc. 2)
- 1981: Przyjaciele (odc. 4 i 5)
- 1981: Konopielka jako delegat z powiatu
- 1981: Amnestia jako sierżant
- 1981: Wigilia ’81 jako ojciec Anny
- 1982: Przesłuchanie jako oficer na imieninach
- 1982: Polonia Restituta jako pułkownik Harry Kessler (odc. 4)
- 1983: Katastrofa w Gibraltarze jako Władysław Anders
- 1984: Rycerze i rabusie jako Stefan Potocki (odc. 6)
- 1984: Czas dojrzewania jako porucznik MO
- 1984: Romans z intruzem jako kapitan Wolski
- 1985: Przyłbice i kaptury jako rycerz Sonnenberg
- 1985: Zamach stanu jako prokurator Rauze
- 1985: Temida jako prokurator (odc. 2)
- 1985: Kwestia wyboru jako Józef Cyrankiewicz
- 1986: Kryptonim „Turyści” jako agent amerykańskiego wywiadu (odc. 2 i 3)
- 1986: Złoty pociąg jako untersturmfuhrer Rudolf Lang
- 1986: Goreszti sledi
- 1986: A żyć trzeba dalej
- 1987: Zdaniem obrony jako brygadier Władysław Jonkisz (odc. 5)
- 1988: Zakole jako mecenas
- 1988: Pomiędzy wilki jako oficer brytyjski
- 1989: Ostatni dzwonek jako ojciec „Świra”
- 1989: Jeniec Europy jako admirał Cockburn
- 1989: Virtuti jako pułkownik WP
- 1989: Triumf ducha jako więzień
- 1990: Maria Curie jako wysłannik Instytutu Pasteura
- 1991: V.I.P. jako Kwieciński, prezes tv
- 1992: Szwadron jako pułkownik
- 1992: Żegnaj Rockefeller jako komisarz (odc. 13)
- 1993: Kuchnia polska jako Sołtysiak, oficer MO ze Śląska (odc. 5)
- 1993: Zespół adwokacki jako naczelnik więzienia (odc. 6)
- 1993: Nowe Przygody Arsène Lupina jako pułkownik Tarnowski (odc. 13)
- 1993: Goodbye Rockefeller jako policjant prowadzący program o Namolnym w tv
- 1995: Jest jak jest jako Sęp-Cieński (odc. 19)
- 1995: Sukces jako dyrektor przedsiębiorstwa (odc. 4)
- 1995: Ekstradycja jako komendant policji (odc. 2, 4 i 6)
- 1998: Ekstradycja III jako komendant policji (odc. 1 i 10)
- 2000: Złotopolscy jako minister (odc. 215)
- 2000: Sukces jako Maszejko
- 2002: Wiedźmin jako namiestnik Chapelle (odc. 7)
- 2003: Stara baśń. Kiedy słońce było bogiem jako Bednorz
- 2004: Stara baśń jako Bednorz
- 2004: Glina jako pułkownik Mariusz Werner (odc. 9-11)
- 2005: Metanoia jako opat
- 2006: Palimpsest jako dozorca kamienicy Maćka
- 2009: Naznaczony jako Nieznajomy
- 2009: Popiełuszko. Wolność jest w nas jako arcybiskup Bronisław Dąbrowski
- 2009–2013: Popiełuszko. Wolność jest w nas jako arcybiskup Bronisław Dąbrowski
- 2014: Prawo Agaty jako August Jasnorzecki (odc. 62)
- 2014: Na dobre i na złe jako Franciszek Zawiejski (od.571)
- 2018: Ojciec Mateusz jako aktor Roman Gutter (odc. 247)
- 2020: Psy 3. W imię zasad jako generał

### Polski dubbing
- 1976: Ja, Klaudiusz – Kasjusz Cherea
- 1978: Był sobie człowiek –
  - Pustelnik (odc. 11),
  - Soderini (odc. 14)
- 1981: Lis i Pies – Amos
- 1994: Scooby Doo i baśnie z tysiąca i jednej nocy – Zły władca
- 1997: Bibi Blocksberg – sprzedawca pamiątek
- 2003: Nawiedzony dwór – Ramsley
- 2004: Scooby Doo i potwór z Loch Ness – Lachlan Haggart
- 2004: Rogate ranczo
- 2004: Mulan II – Cesarz
- 2005: Oliver Twist
- 2005: Ben 10 – Doktor Animo
- 2006: Lis i Pies 2 – Amos
- 2011: Auta 2 – Victor
- 2012: Avengers
- 2013: Jeździec znikąd – Colifax
- 2016: Łotr 1. Gwiezdne wojny – historie – admirał Raddus